# Alexandrine av Preussen
Alexandrine av Preussen, född den 23 februari 1803 i Berlin, död den 21 april 1892 i Schwerin, var genom giftemål hertiginna av Mecklenburg-Schwerin

## Biografi
Hon var dotter till Fredrik Vilhelm III av Preussen och Louise av Mecklenburg-Strelitz, gift 1822 med storhertig Paul Fredrik av Mecklenburg-Schwerin.
Alexandrine föreslogs en gång för äktenskap med Sveriges tronföljare Oscar I, men planerna övergavs då den politiska situationen förändrades och det inte längre ansågs fördelaktigt. Hon mottog sedan ett frieri från Paul Fredrik, som var släkt med henne på hans mors sida. Vigseln skedde i Berlin, och paret bosatte sig sedan på slottet Ludwigslust. 
Relationen med Paul Fredrik blev inte lycklig: han var mestadels bortrest och upptagen med militära övningar och ägnade inte mycket tid åt sin familj. Alexandrine beskrivs dock som kvick och gladlynt och ska ha haft lätt till skratt. Hon ägnade sig främst åt välgörenhet som inriktade sig på barns undervisning, och hennes mest berömda stiftelse blev Alexandrinenstift (1829). 
År 1837 besteg maken tronen, men avled bara fem år senare. Som änka utövade Alexandrine en hel del inflytande på statens politik genom sin son, Fredrik Frans II av Mecklenburg-Schwerin.
Alexandrine ligger begravd i Schwerins domkyrka.